# زوات غرب (مقاطعة تشالوس)
زوات غرب (بالفارسية: زوات غرب) هي قرية تقع في قسم كلارستاق الشرقي الريفي (مقاطعة تشالوس) في إيران. يقدر عدد سكانها بـ 304 نسمة بحسب إحصاء 2016.